# Wir preisen deinen Tod
Wir preisen deinen Tod ist ein ursprünglich französischsprachiges Lied.
Die Melodie des Liedes stammt von Michel Wackenheim, der ursprüngliche französische Text von Christiane Gaud und der deutsche Text von Diethard Zils. Es kann auch als zweistimmiger Kanon gesungen werden. Üblicherweise wird es gesungene Alternative für das Geheimnis des Glaubens verwendet. Im Text wird der Tod Christi gepriesen und der Glaube seine Auferstehung und seine Wiederkunft geäußert. Im zweiten Teil wird um die Wiederkunft gebeten.
Im römisch-katholischen Gesangbuch Gotteslob ist es in diversen Diözesanteilen enthalten: Eichstätt (726), Freiburg/Rottenburg-Stuttgart (746,2), Köln (735), Mainz (740), Speyer (751,1) und Würzburg (737). 
Im freikirchlichen Gesangbuch Feiern und Loben ist es unter Nr. 151 zu finden.
Daneben ist es einigen anderen Gesangsbüchern enthalten.